# Ondertiteling

Voorbeeld van ondertiteling

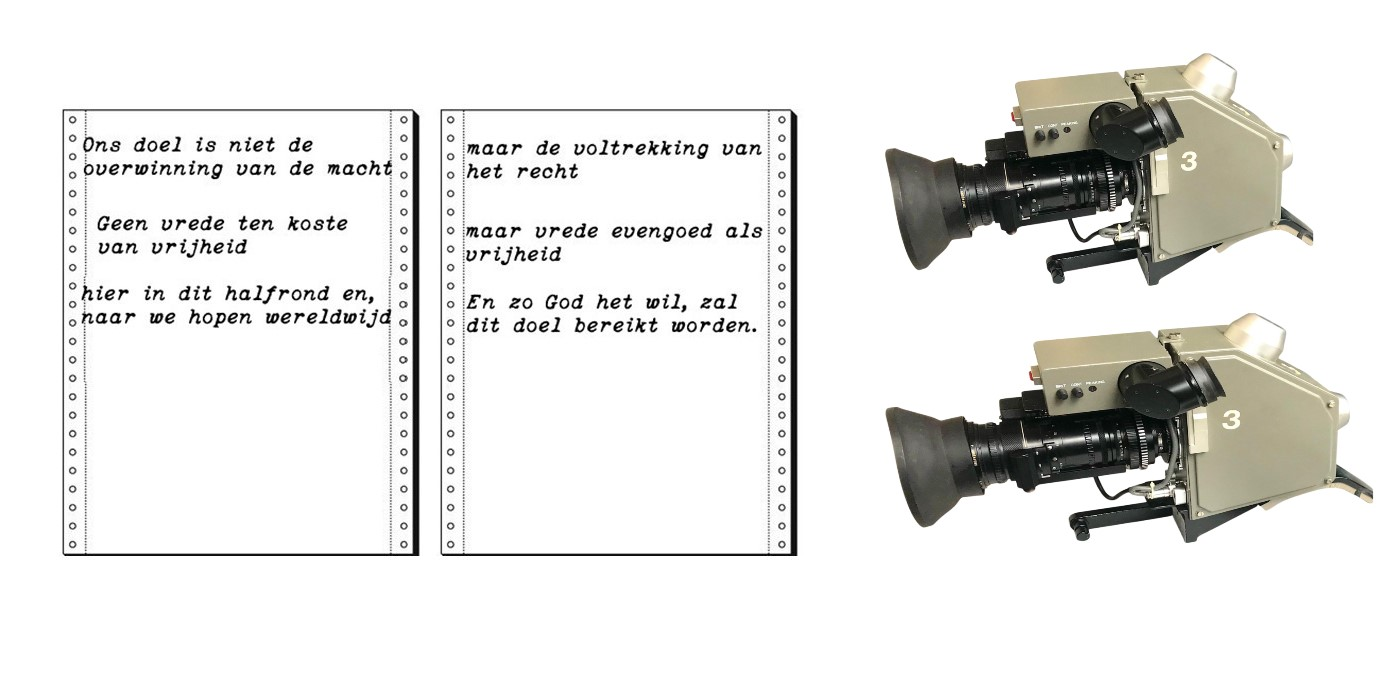
Visualisatie van ondertiteling met getypte tekst op alternerende papierrollen en z/w tv-camera's

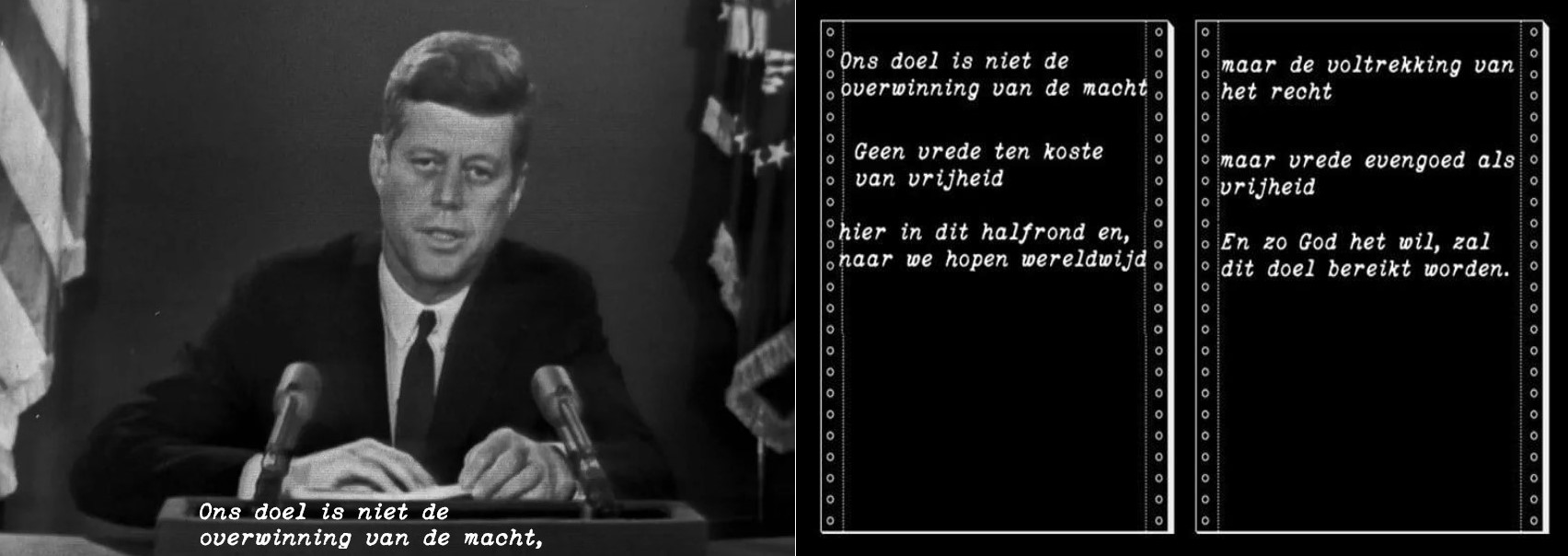
Nederlandse ondertiteling van Cuba crisis tv-speech door President Kennedy met gesuperimposeerde, negatief-geschakelde getypte tekst op papierrollen

Een ondertiteling is een tekstuele versie van de dialoog van een film of een televisieprogramma die meestal aan de onderkant van het scherm wordt getoond. Met de moderne techniek is het mogelijk ook bij theaterproducties in een vreemde taal "ondertiteling" te gebruiken, ook al verschijnt de tekst soms boven de scène. Hier spreekt men dan vaak van boventiteling in plaats van ondertiteling. Dit wordt veel gebruikt bij opera's, die vaak in vreemde talen worden gezongen.

## Redenen
De belangrijkste reden voor ondertiteling is dat er een vreemde taal wordt gesproken. Door ondertitels wordt de conversatie begrijpelijk. Dat gebeurt in de eerste plaats in speelfilms en documentaires die voor een buitenlands publiek zijn gemaakt of wanneer er iemand wordt geïnterviewd die een vreemde taal spreekt.
Ook is ondertiteling gewenst als een spreker slecht verstaanbaar is (door omstandigheden of omdat zijn stem vervormd is om herkenning te voorkomen). Ook gezongen teksten (vooral in een opera) zijn vaak moeilijk verstaanbaar (zie Verstaanbaarheid van zang in de hoogste registers). Vandaag de dag worden instructievideo's op bijvoorbeeld vliegvelden ondertiteld in verband met het omgevingslawaai.

### Doven en slechthorenden
Tegenwoordig worden de meeste televisiefilms voorzien van ondertiteling voor doven en slechthorenden. Zie Teletekst-ondertiteling in Nederland voor meer uitleg. Ook Nederlandstalige bioscoopfilms kunnen voor doven en slechthorenden worden ondertiteld. Hiervoor is de app "Subcatch" ontwikkeld. In deze app kan dan voorafgaand aan het bioscoopbezoek de ondertiteling van de film die zal worden bekeken worden gedownload. Deze kan dan in de bioscoop tegelijk met de film worden afgespeeld. Zo kunnen doven en slechthorenden ook in de bioscoop Nederlandstalige films volgen. 

### Verklaring
Een incidentele ondertitel kan soms nodig zijn in een interview als iemand een moeilijk woord gebruikt, waarbij men veronderstelt dat de kijker niet weet wat het betekent. Ook ziet men soms een ondertitel ter verklaring: "Dit interview werd opgenomen vóór 11 september".

## Ondertiteling en nasynchronisatie
Het is in Nederland, Vlaanderen en andere kleine taalgebieden als Scandinavië gebruikelijk dat anderstalige films en televisie-programma's worden ondertiteld voor een vertaling van de dialoog; een ondertiteling is echter niet hetzelfde als een vertaling (zie: Ondertitelaar). Een andere manier om films in een andere taal begrijpelijk te maken is nasynchronisatie, waarbij de tekst van de acteurs opnieuw wordt ingesproken. Dit wordt vooral toegepast bij anderstalige producties voor jonge kinderen.
Soms wordt er niet ondertiteld of nagesynchroniseerd maar simultaan vertaald. Men hoort de oorspronkelijke taal op de achtergrond, terwijl de vertaling er hardop doorheen wordt gesproken. Meestal spreekt de vertaler iets sneller dan de originele spreker: hij begint later en is eerder klaar. Er wordt niet getracht lipsynchroon te spreken, maar de vertaler is wél iemand van hetzelfde geslacht. Men ziet dit vaak in documentaires op de Britse televisie.
Simultaan vertalen komt ook voor bij een live-uitzending waarbij een vreemde taal wordt gesproken, omdat er dan geen tijd is om de ondertitels te maken. De vertaling is dan vaak bondiger en samenvattend.

## Ondertiteling bij dezelfde taal
Nederlandse en Vlaamse producties worden onderling ook vaak ondertiteld. Dit heeft als reden dat veel Nederlanders moeite hebben met het verstaan van bepaalde Vlaamse dialecten, tongval en omgekeerd. Ook redelijk goed verstaanbare gesprekken worden vertaald vanwege het gebruik van een typisch Nederlandse of Vlaamse woordenschat. Voorbeelden van deze programma's zijn Nederlands-Belgische producties zoals Aspe, Expeditie Robinson. Peking Express en Big Brother (sinds 2021). Ook Nederlandse series als Baantjer, Gooische Vrouwen en Meiden van De Wit worden ondertiteld. In Nederland krijgen series als Jambers en Spoed dergelijke ondertitels.

## Teletekst-ondertiteling in Nederland
Doven en slechthorenden hebben veel plezier aan ondertitelde films. Deze doelgroep beleefde meer plezier aan een buitenlandse film met ondertiteling dan aan een binnenlandse film. Tegenwoordig worden Nederlandstalige televisieprogramma's op de publieke zenders speciaal voor doven en slechthorenden ondertiteld via teletekst. Deze ondertiteling voor slechthorenden is zelfs vollediger dan de ondertiteling van een vreemde taal, want de achtergrondgeluiden worden ook vermeld. In de tv-gidsen en in de programmalijsten op teletekst wordt met de letter T achter de programmatitels aangegeven welke programma's door teletekst ondertiteld worden.
Bij de ondertiteling voor auditief gehandicapten wordt extra informatie gegeven die bij een vertalende ondertiteling voor horenden niet nodig is. Met verschillende kleuren wordt aangeduid wie er aan het woord is (de hoofdrolspeler in het geel), de naam van de spreker wordt soms vermeld, en de achtergrondgeluiden (bijvoorbeeld het gerinkel van de telefoon) worden vermeld.
De ondertiteling is tegenwoordig te  vinden op teletekstpagina 888 (voorheen op andere nummers). Bij moderne televisies en digitale ontvangers zit in het hoofdmenu vaak een optie om de ondertiteling voor doven en slechthorenden rechtstreeks aan en uit te zetten. Deze optie kan ook worden gebruikt met een speciale knop op de afstandsbediening.
Nog niet alle Nederlandstalige televisieprogramma's worden echter ondertiteld. Doven en slechthorenden bepleiten al jaren het verplicht stellen van ondertiteling, niet alleen bij de publieke maar ook bij de commerciële zenders. Zonder deze ondertiteling is vrije nieuwsgaring voor hen niet mogelijk.

### Letterlijk versus samenvatten
Vroeger werd bij de ondertiteling nog veel samengevat in korte en simpele zinnen. Volgens de NOS, die tot 2004 de teletekstondertiteling voor de publieke zenders verzorgde, zou het te veel moeite kosten de gesproken tekst letterlijk over te nemen. Ook meende de NOS dat het niet meer te volgen zou zijn als ze met grotere snelheid en meer tekst werkten. Doven en slechthorenden waren echter van mening dat door het samenvatten de teksten erg 'kinderlijk' overkwamen en dat er hierdoor veel informatie wegvalt.
Onder grote druk van de belangenorganisaties deed de NOS daarom in 2003 een proef met letterlijke ondertiteling. Een enquête wees uit dat liefst 95% van de kijkers hieraan de voorkeur gaf boven samenvatten. De NOS ging hierna over op letterlijke ondertiteling.
Om meer letterlijke ondertiteling met evenveel mensen te kunnen doen, begon de NOS experimenten met spraakherkenningssoftware, waarbij de redacteur de gesproken tekst herhaalt in een microfoon. De ingesproken tekst wordt dan automatisch omgezet in ondertitels.
Wegens gebrek aan geld en mankracht kon de NOS in 2004 niet meer dan 50% van de zendtijd ondertitelen. In 2004 ging de afdeling Ondertiteling over naar de Publieke Omroep. Het streven was om de volle 100% te bereiken in 2010.

### Ondertiteling bij de commerciële zenders
De Nederlandse commerciële zenders doen vergeleken met de publieke omroep weinig aan teletekstondertiteling. Ze willen hiervoor net als de publieke zenders subsidie ontvangen van de Nederlandse overheid. Deze stelt dat de commerciëlen dit makkelijk zelf kunnen betalen. Een ander probleem is dat eventuele wettelijke verplichting niet van toepassing is op RTL Nederland (RTL 4, RTL 5, RTL 7 en RTL 8), omdat deze omroep formeel in Luxemburg gevestigd is.
In 2003 en 2004 begon SBS6 toch met de ondertiteling van voetbalwedstrijden van het Nederlands elftal waarvan ze de uitzendrechten hadden. De kosten hiervoor werden betaald door Nationale-Nederlanden, een van de sponsors van het Nederlands elftal.
Na de zomer van 2004 werden de uitzendrechten van deze wedstrijden echter opgekocht door het bedrijf Talpa van John de Mol, dat toen avondzendtijd had op het kanaal van Nickelodeon. Vanaf 14 december 2005 had Talpa als eerste 100 procent ondertiteling voor Nederlandse films en series. Ondertussen is Talpa verkocht aan RTL Nederland en heet nu RTL 8.
Op 30 juni 2006 besloot het kabinet dat per 1 januari 2007 (later versneld van kracht geworden op 1 december 2006) alle landelijke omroepen, zowel publiek als commercieel, hun Nederlandstalige televisieprogramma's moesten gaan ondertitelen. De gestelde norm was 95% voor de publieke omroepen en 50% voor de commerciële, te behalen binnen vier jaar. Het kabinet hoopte op een akkoord met de RTL-zenders, aangezien zij niet onder Nederlands recht vallen.

## Teletekst-ondertiteling in Vlaanderen
In Vlaanderen worden op de publieke zenders ook Nederlandstalige televisie-programma’s ondertiteld via teletekst-pagina 888. Vroeger waren dat pagina 199 en 299 voor respectievelijk BRT 1 en 2. De omroep VRT (destijds nog BRT) zorgt daarvoor. In 1984 werd drie procent ondertiteld, in 2004 was dat 40 procent. Het streven van VRT is dat er elk jaar 5 procent bij komt.
| jaar | programma's per week | uren per week |
| ---- | -------------------- | ------------- |
| 1984 | 3                    | 2             |
| 1990 | 10                   | 4             |
| 1994 | 20                   | 8             |
| 1998 | 40                   | 20            |
| 2003 | 60                   | 35            |
| 2005 | 110                  | 50            |

De Vlaamse minister van Media Geert Bourgeois heeft, mede aangezien zijn partij een dove verkozene heeft (Helga Stevens), de VRT gevraagd om tegen 2010 95% van de Nederlandstalige televisieprogramma’s te ondertitelen. In 2008 moet dat al minstens 70 procent zijn. Op 1 maart 2005 maakte de VRT bekend dat ze vijf van de zes televisiejournaals ondertitelt.
Er wordt onderzocht hoe de overheid ook voor de commerciële omroepen de ondertiteling van programma’s (gedeeltelijk) kan verplichten. De commerciële omroepen zijn bereid om de mogelijkheden tot samenwerking voor meer ondertiteling te bespreken. Vanaf september 2007 ondertitelt VTM Het Nieuws van 19 uur. Vtm ontvangt hiervoor een subsidie van de Vlaamse overheid.
Andere Vlaamse commerciële omroepen ondertitelen wel een aantal programma's, maar dan niet via teletekst. Het gaat bovendien vooral om gesprekken tijdens reality-tv.
In Vlaanderen is er een duidelijk onderscheid tussen private en publieke omroepen. Voor de publieke omroep staat er in de beheersovereenkomst 2007-2011 met de Vlaamse overheid dat 95% van de Nederlandstalige programma’s ondertiteld dient te zijn tegen eind 2010. Dat zullen ze echter niet halen wegens besparingen. In 2009 is 5365 uur van de VRT-uitzendingen via teletekst ondertiteld wat neerkomt op 73,62 % van alle Nederlandstalige programma's op Eén, Ketnet en Canvas.
In 2010 was de situatie:
- 88% ondertiteld op Eén
- 74% op Ketnet/Canvas

In maart 2009 was er een hoorzitting in het Vlaams Parlement naar aanleiding van een decreetswijziging voorgesteld door Vlaams Parlementslid Helga Stevens om een aandeel ondertiteling verplicht te maken op de commerciële zenders. Volgende gegevens volgens de eigen informatie van de omroepen wat Nederlandstalige programma’s betreft:
- VTM: 70,8% in 2008, circa 76% in 2009
- 2BE: 84% in 2008
- VT4 en VIJFtv: 95 tot 98% in 2008 van de Nederlandstalige realityprogramma’s (exclusief studioprogramma’s)

## Ondertiteling televisie in Duitsland
In Duitsland wordt DVB-ondertiteling gebruikt voor ondertiteling in de eigen taal. Het opvragen van ondertiteling via teletekst is ook mogelijk: pagina 150 voor ARD en pagina 777 voor ZDF. Verder wordt ondertiteling aangeboden via HbbTV. In het Duitse taalgebied zijn afspraken gemaakt waaraan ondertiteling moet voldoen, opdat de kijker een eenduidige opbouw en opmaak van de ondertitels krijgt.

## Ondertitels in het analoge tijdperk
Voor de ondertiteling van speelfilms en televisieprogramma’s worden tot heden lettertypes gebruikt zoals ze ooit in schrijfmachines gangbaar waren ook al bestaat daarvoor al lang geen noodzaak voor.
Digitale, computer-gegenereerde lettertypes kunnen alle vormen aannemen.
Historisch werden schrijfmachines benut voor de ondertiteling van zowel film- als televisiecontent.
In het analoge tijdperk ging men hierbij op een bijzonder omslachtige en arbeidsintensieve wijze te werk.  
De vertaalde tekst werd met een mechanische of elektrische schrijfmachine op 2 rollen kettingpapier getypt met de tekstregels om beurten op de linker- en rechterrol.
Deze parallelle papierrollen werden met zwart-wit televisiecamera’s alternerend opgenomen waarbij het beeld van de linker- naar de rechterrol schakelde waardoor het doorspoelen van de rol door de toeschouwers niet waarneembaar was.
De polariteit van het televisiebeeld werd vervolgens van positief naar negatief geschakeld en gesuperimposeerd op het te ondertitelen televisiebeeld als gevolg waarvan de zwarte tekst zich als witte tekst vertoonde.
Een zwarte achtergrond verdwijnt wanneer hij boven op een ander beeld wordt gesuperimposeerd.
Het schakelen tussen de beide papierrollen aanvankelijk handmatig geschiedend werd in latere stadia aangestuurd met gekalibreerde pulsen die op het geluidsspoor werden opgenomen.
Ondertiteling van films op pellicule maakte ook gebruik van schrijfmachines maar de overdracht op de film gebeurde wel op een fundamenteel afwijkende wijze dan deze benut bij televisiecontent.
De teksttransfer bediende zich uitsluitend van optische, geen elektronische methodes.